# Distretto di Mamljut
Il distretto di Mamljut (in kazako: Мамлют ауданы) è un distretto (audan) del Kazakistan con  capoluogo Mamljutka.